# Giulio Battistini
Giulio Battistini (Pisa, 5 aprile 1912 – Pisa, 19 febbraio 2004) è stato un politico italiano.

## Biografia
Laureatosi prima in Fisica e poi in Ingegneria, presso la Scuola Normale Superiore e l'Università di Pisa, nel 1935 iniziò la carriera universitaria nella Facoltà di Ingegneria dell'Università di Pisa, tenendo un corso di lezioni di «Misure elettriche».
Richiamato alle armi nel giugno 1940, partecipò alla seconda guerra mondiale nell'allora Regia Marina, come Ufficiale delle Armi Navali.
Nel 1946 fu eletto al Consiglio comunale di Pisa per la Democrazia Cristiana; nel 1958 venne eletto alla Camera, ottenendo oltre 28.000 preferenze. Fu designato relatore di diversi provvedimenti legislativi, tra cui quello riguardante l'istituzione del CNEN. Tra il 1960 e il 1968 ricoprì anche la carica di deputato presso il Parlamento europeo e di Presidente della Commissione permanente per la politica dei trasporti. Rimase deputato fino al 1963, poi nel 1964 il Governo lo nominò Presidente della Commissione per la sicurezza degli impianti nucleari.
Fu sindaco di Pisa dal luglio 1967 al dicembre 1968 e dal giugno al luglio 1971. Particolarmente impegnativa fu la gestione della crisi provocata dalla chiusura dello stabilimento tessile Marzotto, risolta con l'espropriazione dello stabilimento da parte del Comune.
Tra il 1970 e il 1980 è stato consigliere regionale della Toscana.
Morì nel febbraio 2004, all'età di 91 anni. A suo nome è intitolata una rotatoria a Pisa.